# Joseph Alexandre Picard
Pour les articles homonymes, voir Picard (homonymie).
Joseph Alexandre Picard, né le 20 juin 1813 à Lavigny et mort à Paris le  17 février 1902, est un général de division français, grand-croix de la Légion d'honneur.

## Biographie

### Famille
Il est le fils de Jean Baptiste Picard (1765-1840), capitaine, membre de la légion d'honneur et chevalier de l'Empire et de
Pierrette Elisabeth Demonget (1781-1848). Il se marie en 1852 à Saint Leu à Octavie Emelie Crignon (1828-1887), avec qui il a trois enfants, Alexandre Henri (1854-1906), Gabrielle Elisabeth Julie 
et Robert (1864-1913).

### Formation
Élève de l'école de Saint-Cyr en 1831, il accède au grade de sous-lieutenant le 27 décembre 1833 au sein du 24e régiment d'infanterie légère.

### Conquête de l'Algérie
En 1836, il est envoyé en Algérie. Il est promu lieutenant le 4 mars 1838. Il se distingue une première fois le 20 octobre 1839 en sauvant un officier. Le 21 novembre 1839, il est blessé d'un coup de feu à la jambe au combat de l'oued Allegh. Il participe à la prise du col de la Mouzaïa le 12 mai 1840 et est blessé une nouvelle fois le 3 octobre 1840 d'un coup de feu à la jambe gauche au col de Gontas. Sa conduite au combat de Sidi Abd el Kader lui vaut d'être cité le 7 octobre 1840. Il est blessé une troisième fois, au genou, le 29 octobre 1840 au combat de la Chiffa.
Le 17 juillet 1841, il est promu capitaine. Il passe au 53e régiment d'infanterie et participe alors aux batailles d'Isly puis de Tiferaa. Il y est cité à l'ordre du jour et est fait chevalier de la Légion d'Honneur le 27 novembre 1844. Il reçoit deux nouvelles citations, le 29 décembre 1844 pour sa conduite dans un combat en Kabylie à Souk El Tleta et le 11 octobre 1845 à l'oued Isly dans un combat contre Cheikh Boumaza.

### Expédition de Rome (1849)
Il est promu chef de bataillon le 12 septembre 1848 au 20e régiment d'infanterie de l'armée des Alpes. Durant l'expédition de Rome en 1849, il dirige son bataillon dans les faubourgs de la ville, contribuant au succès du combat de la villa Panphili mais il est fait prisonnier.

### Retour en Algérie
En septembre 1849, il retourne en Algérie et participe à des expéditions en Kabylie, obtenant par la suite le poste de commandant du cercle de Djidjeli en 1850.

### Guerre de Crimée
Le 1er mai 1854, il est promu colonel du 16e régiment d'infanterie légère, qui devient en octobre le 91e RI, et il participe à la guerre de Crimée. Le 10 juin 1855, il se distingue en repoussant une sortie des Russes, ce qui lui vaut d'être promu officier de la Légion d'Honneur. Le 18 juin, lors de l'assaut de Malakoff, il se distingue à nouveau, mais il est blessé au cours de l'attaque, au même moment où le général Brunet est tué. Lors de l'assaut final sur Malakoff, il prend le commandement de la brigade et assure la défense du fort, organisant résolument la contre-attaque. Au cours de ces opérations, il subit une nouvelle blessure.

### Campagne d'Italie (1859)
Il est promu général de brigade le 22 septembre 1855. Après un séjour en Algérie de 1858 à 1859, il participe à la campagne d'Italie au commandement de la 1re brigade de la division du général Renault (3e corps). Il se distingue à bataille de Magenta, puis à la Solférino au commandement d'une brigade des voltigeurs de la Garde impériale.

### Général de division
Il est promu général de division le 31 décembre 1859, ce qui en fait un des plus jeunes généraux de l'armée. Il commande plusieurs divisions en France et est promu commandeur de la Légion d'honneur en 1861 puis grand officier en 1866.

### Guerre de 1870
En 1868, il commande la 2e division d'infanterie de la Garde, composée des grenadiers et zouaves, avec laquelle il combat lors de la guerre de 1870 contre les Prussiens.

### Dernières années
En 1873, il reçoit le commandement du 13e corps d'armée.
Il est élevé à la dignité de grand-croix de la Légion d'Honneur le 3 février 1875.
Il prend sa retraite en 1880.
Il meurt à Paris le 17 février 1902.

## Décorations
- Grand-croix de la Légion d'honneur (3 février 1875)